# Centre national Belle-vue
Le Centre National Belle-vue, est un centre de formation marocain spécialisé dans le volley-ball ouvert en 2003 et administré par la Fédération royale marocaine de volley-ball. Il est situé à Rabat-Agdal.
Ce centre propose aux jeunes joueurs des conditions de vie, de scolarité et d’entraînement de qualité.

## Infrastructures et équipements
D'une superficie de 7 000 m², le centre dispose de plusieurs infrastructures, dont notamment ;
- Salle omnisports
- Terrain annexe
- Salle de musculation
- Piste de course
- Piscine olympique 50m/25m couverte
- Résidence
- Salle d'étude